# Girls in the Night
Girls in the Night is een Amerikaanse misdaadfilm uit 1953 onder regie van Jack Arnold. In Nederland werd de film destijds uitgebracht onder de titel Meisjes van de grote stad.

## Verhaal
Chuck Haynes en zijn vriendin Georgia Cordray zijn van plan om een bedelaar te bestelen. Irv Kellener en zijn vriendin hebben hetzelfde idee en ze vermoorden de oude man tijdens hun overval. Chuck en Georgia zijn daardoor meteen de hoofdverdachten in een moordzaak.

## Rolverdeling
| Acteur          | Personage         |
| --------------- | ----------------- |
| Harvey Lembeck  | Chuck Haynes      |
| Joyce Holden    | Georgia Cordray   |
| Glenda Farrell  | Alice Haynes      |
| Leonard Freeman | Joe Spurgeon      |
| Patricia Hardy  | Hannah Haynes     |
| Jaclynne Greene | Vera Schroeder    |
| Don Gordon      | Irv Kellener      |
| Anthony Ross    | Charlie Haynes    |
| Emile Meyer     | Agent Kovacs      |
| Susan Odin      | Hilda Haynes      |
| Tommy Farrell   | Frankie           |
| Paul E. Burns   | Fred Minosa       |
| John Eldredge   | Rechter           |
| Alan Dexter     | Inspecteur Meyers |
| Charles Lane    | McGinty           |